# Astragalus globiceps
Astragalus globiceps är en ärtväxtart som beskrevs av Aleksandr Andrejevitj Bunge. Astragalus globiceps ingår i släktet vedlar, och familjen ärtväxter. Utöver nominatformen finns också underarten A. g. globiceps.